# Ларжантьер
Ларжантье́р (фр. Largentière, окс. L'Argentièira) — коммуна во Франции, находится в регионе Рона — Альпы. Департамент коммуны — Ардеш. Административный центр кантона Ларжантьер. Одна из двух супрефектур округа Ларжантьер.
Код INSEE коммуны — 07132.

## Население
Население коммуны на 2008 год составляло 1805 человек.
| 1962 | 1968 | 1975 | 1982 | 1990 | 1999 | 2008 |
| ---- | ---- | ---- | ---- | ---- | ---- | ---- |
| 1819 | 2888 | 2782 | 2520 | 1990 | 1942 | 1805 |

## Экономика
До 1982 года работала шахта Панруайя, в которой добывали свинцовую, цинковую и серебряную руду. Шахта ранее принадлежал семье Ротшильдов. Закрытие шахты и текстильный кризис привели к снижению производственной деятельности.
В 2007 году среди 1063 человек в трудоспособном возрасте (15—64 лет) 640 были экономически активными, 423 — неактивными (показатель активности — 60,2 %, в 1999 году было 62,7 %). Из 640 активных работали 504 человека (278 мужчин и 226 женщин), безработных было 136 (64 мужчины и 72 женщины). Среди 423 неактивных 130 человек были учениками или студентами, 97 — пенсионерами, 196 были неактивными по другим причинам.

## Достопримечательности
- Замок Ларжантьер (XV век)
- Церковь Нотр-Дам-де-Помье (XIII век)
- Музей шёлка
- Средневековый город
- Дом Бастид, исторический памятник (1928)

## Фотогалерея

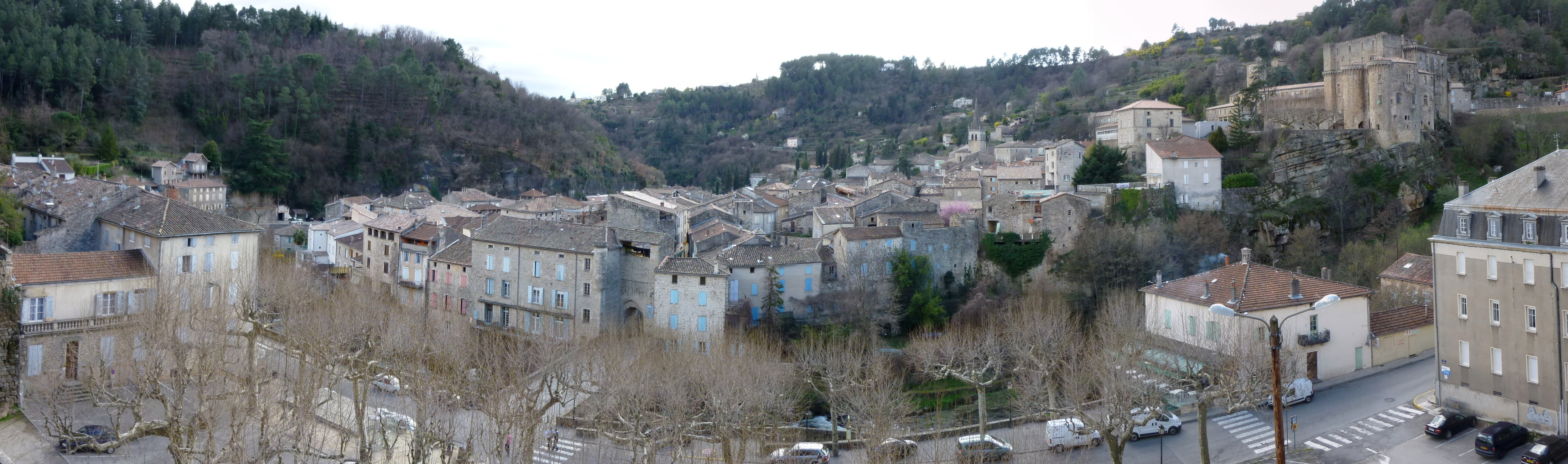
Ларжантьер
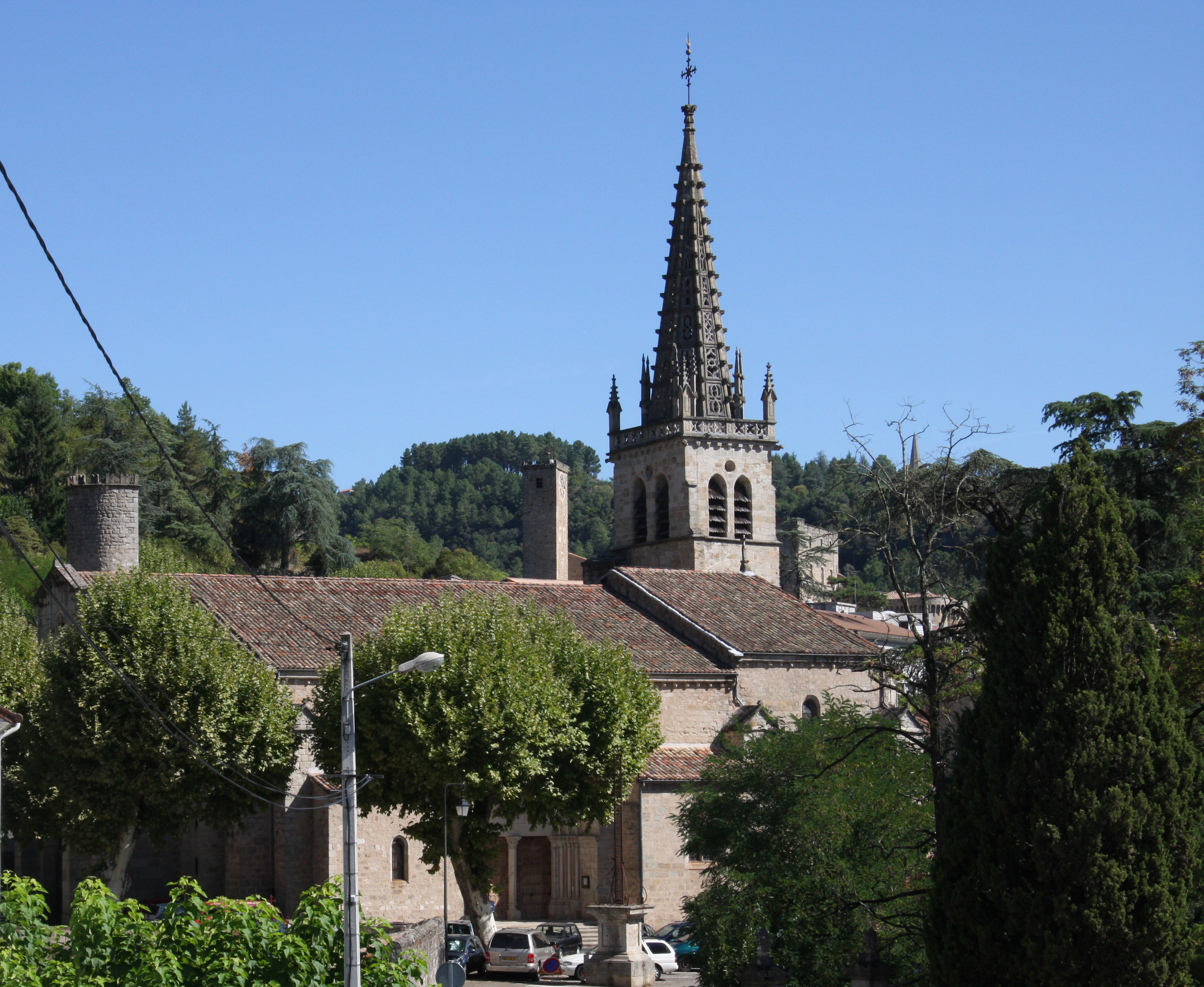
Церковь Нотр-Дам-де-Помье
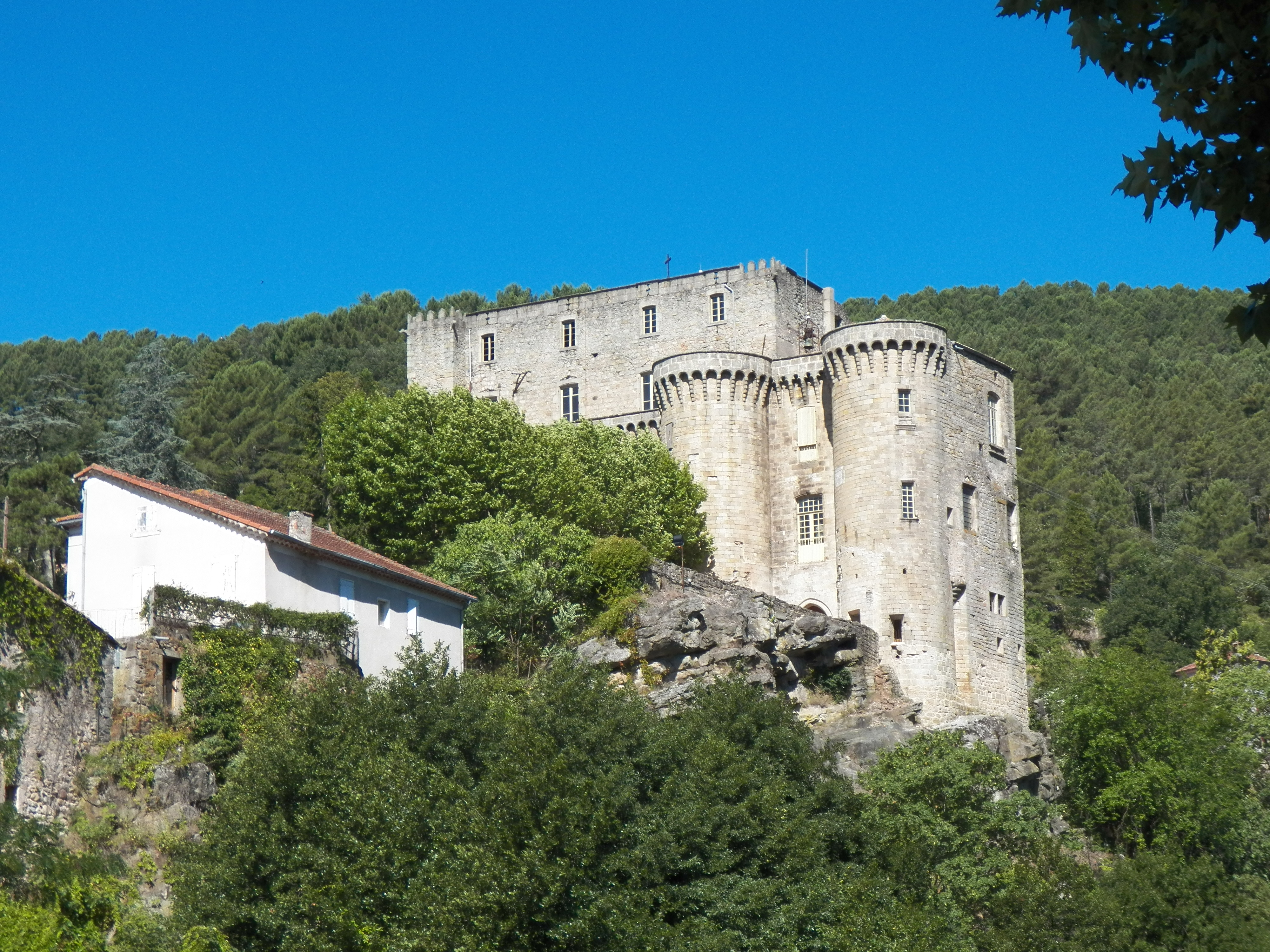
Замок Ларжантьер
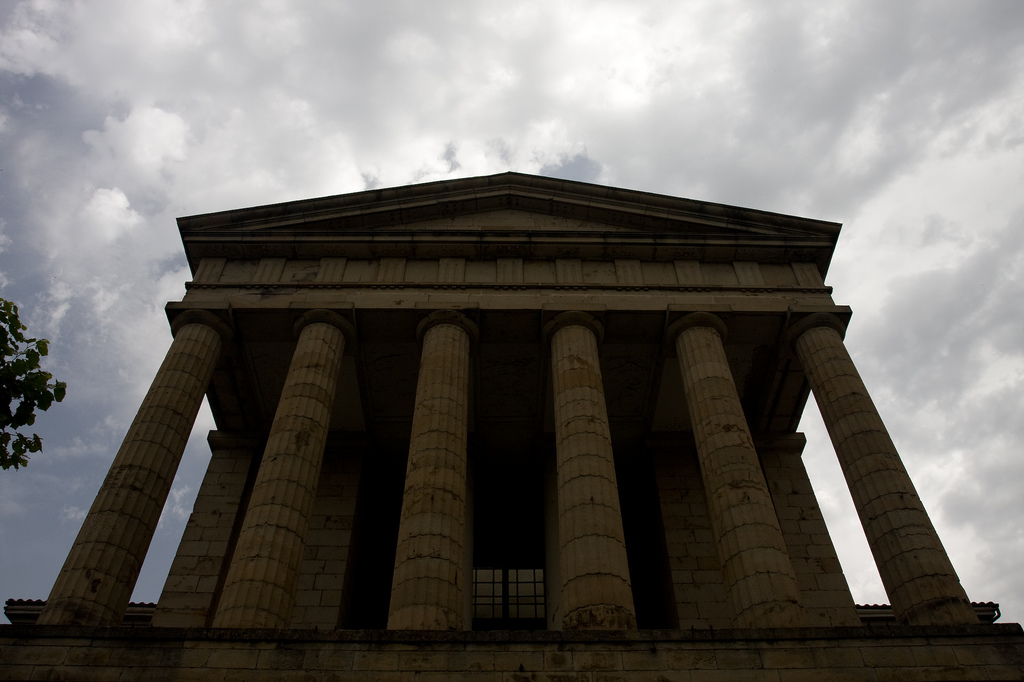
Дворец правосудия
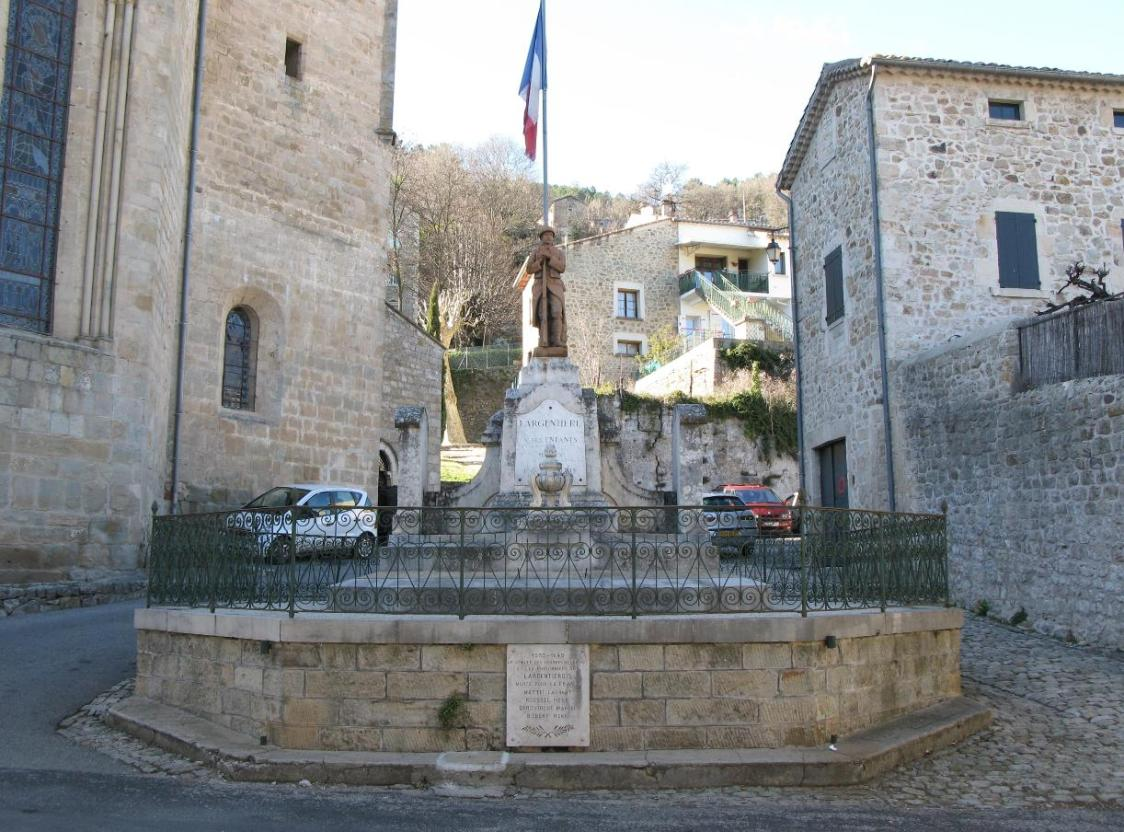
Памятник погибшим в Первой мировой войне
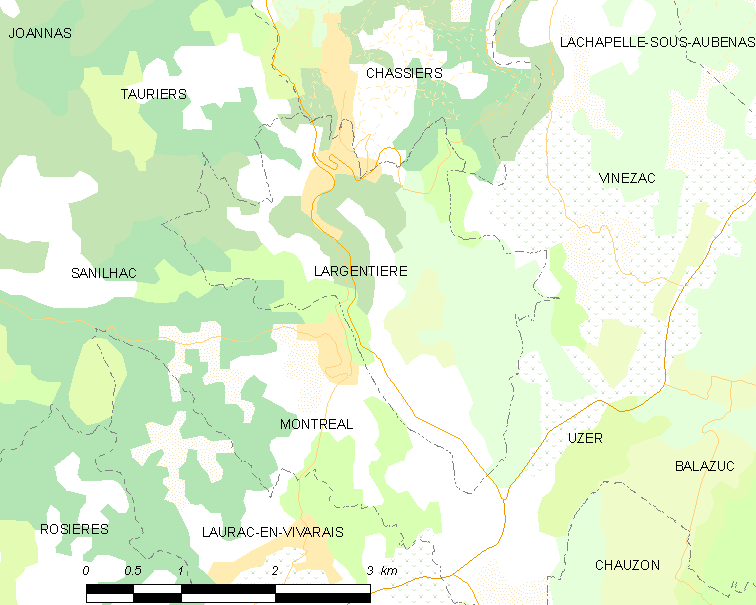
Карта коммуны